# Ara de Lafresnaye
Ara rubrogenys
Espèce
Statut de conservation UICN

 CR C2a(i) : 
En danger critique
Statut CITES
L'Ara de Lafresnaye (Ara rubrogenys) ou Ara à front rouge, est une espèce de taille moyenne pour ce genre de Psittacidae.

## Description

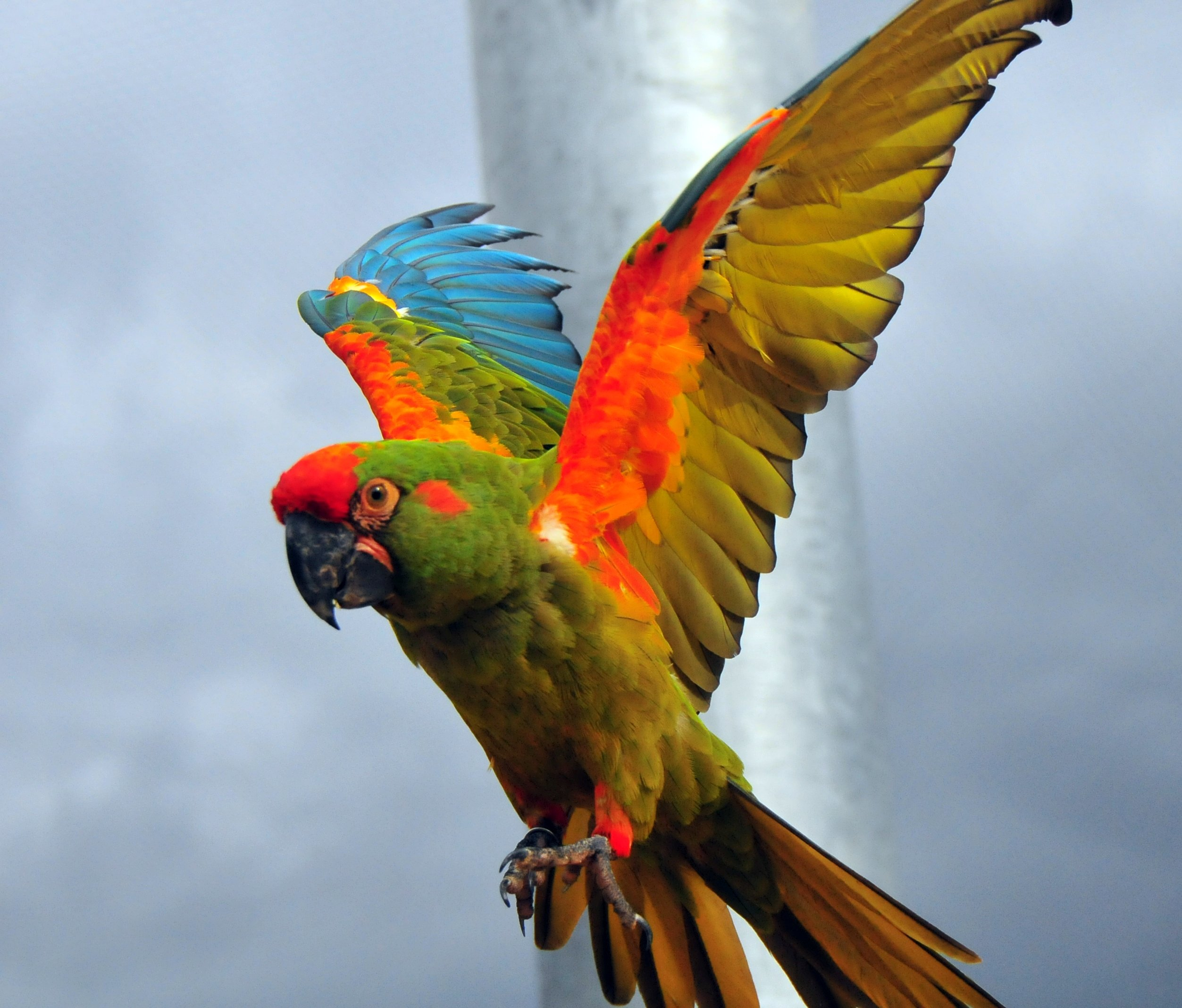
Bioparc de Doué-la-Fontaine

Il mesure environ 60 cm pour une masse moyenne de 500 à 700 g. Son plumage est à dominante verte avec le front, la couronne, les épaules et les culottes rouges. Les rémiges sont bleu azur. Le bec et les pattes sont entièrement noirs. Le cercle orbital de peau nue est clair. Il présente pas de dimorphisme sexuel. C'est une espèce de taille moyenne pour son genre. Il se reconnaît facilement grâce à son plumage à dominance vert-olive, avec ses épaules, son front et sa queue rouge-orangé. La queue graduée est vert-olive avec les extrémités des plumes bleues. Sur les ailes, les rémiges sont bleu turquoise. Le dessous des ailes présente des petites couvertures rouge-orangé et des rémiges vert-jaunâtre. Les yeux sont orange entourés d’un cercle oculaire nu rouge rosâtre. Le juvénile est plus terne que les adultes et n’a pas les taches distinctes rouge-orangé de la tête et des épaules. Les cuisses sont vertes et teintées d’orange. Il lance des cris aigus soudains qui sont principalement des cris d'alarme ; les couples émettent en revanche des duos mélodieux.

## Répartition
Il est endémique d'une petite région dans les Andes en Bolivie où ses populations sont en déclin rapide.

## Habitat
Il vit dans les zones montagneuses semi-arides, où poussent des cactus, des arbres épineux et quelques arbustes et n'est visible qu'entre 1 000 à 2 500 mètres d’altitude. On peut le voir près des cultures où il se nourrit souvent. Cette espèce a besoin de falaises et d’eau pour nidifier et dormir.

## Longévité
Il peut vivre jusqu'à 80 ans.

## Comportement
Il vagabonde chaque jour en recherche de nourriture. On le voit habituellement en couples ou en groupes familiaux, mais des groupes importants se rassemblent autour des sources de nourriture et de plans d'eau. Ils dorment en couple ou en groupe familiaux sur les façades des falaises. Ils se posent au matin sur des arbres proches de la zone de nourrissage pour émettre des vocalises et lisser leurs plumes puis volent d’arbre en arbre pour atteindre un lieu de nourrissage où ils sont actifs le matin et en fin d’après-midi. Ils boivent ensemble au bord de cours d’eau, après s’être nourris, avant de repartir se reposer durant les heures chaudes de la mi-journée, perchés à l’ombre des arbres. En se nourrissant, les aras peuvent endommager les cultures de maïs et de cacahuètes, ce qui entraîne souvent leur expulsion. Il vole relativement haut sur de longues distances et est très agile en vol. Il peut aussi s’élever à la verticale et voltiger.

## Alimentation
Il se nourrit principalement de légumes (e.g. Schinopsis quebracho-colorado, Prosopis chilensis), de maïs et de cacahuètes, mais aussi de fruits, de graines et de cactus du genre Cereus.

## Reproduction
La saison de nidification débute en octobre, la femelle pond de 1 à 3 œufs qu'elle couve pendant 27 à 30 jours, les jeunes resteront au nid jusqu'à l'âge de 3 mois. Contrairement aux autres aras qui nichent dans les arbres, l’ara de Lafresnaye nidifie sur les façades des falaises, dans des fissures ou des crevasses rocheuses. Il nidifie souvent en colonies.

## Statut à l'état naturel
Il est classé comme espèce en danger et court un risque élevé d'extinction à l'état sauvage. Il vit dans des zones très restreintes où la dégradation de son habitat et la déforestation pour l’agriculture sont des menaces pour l’espèce. De plus, il est encore aujourd'hui piégé de façon illégale pour le commerce des oiseaux d’ornement ou chassé à cause des dommages qu'il occasionne dans les cultures. Birdlife Bolivie gère un programme de conservation depuis 2002 afin de protéger cette espèce et son habitat.

## Captivité
Comme tous les aras, le Ara de Lafresnaye nécessite une vaste volière (> 12 m²) afin de pouvoir voler sans restriction. Il est nécessaire de disposer le long des parois de nombreux perchoirs longs au minimum de 50 cm afin que les oiseaux puissent s'y poser sans encombre, et dormir le soir. Pour le bien-être des oiseaux, il faut aussi penser à les détenir à plusieurs et à offrir assez d'espaces et d'enrichissements pour les occuper dans la journée. Il se reproduit bien en captivité.